# اندیس گود کنارک (۱)
گود کنارک(۱) یک اندیس  است که در حوالی شهر پاریز استان کرمان قرار دارد   